# Ratatat Remixes Vol. 1
Albums de Ratatat
Ratatat
(2004) Classics
(2006)
Ratatat Remixes Vol. 1 est un album de remix auto-produit par le duo électronique Ratatat. Il inclut des morceaux réalisés par des artistes de hip-hop comme Missy Elliott, Kanye West, Raekwon et Ghostface Killah. Cet album marque un tournant dans la façon dont le duo compose sa musique: Mike Stroud déclare à ce sujet que si l'album avait au début été fait pour s'amuser, il fait désormais partie intégrante de l'identité musicale du groupe.

## Liste des morceaux
| No  | Titre              | Auteur                                   | Durée |
| --- | ------------------ | ---------------------------------------- | ----- |
| 1.  | Intro              | Brooklyn Zoo                             | 1:22  |
| 2.  | When You Hear That | Beanie Sigel & Dirt McGirt               | 4:11  |
| 3.  | Hot                | Missy Elliot                             | 3:22  |
| 4.  | Smith Bros.        | Raekwon                                  | 4:26  |
| 5.  | Get 'em High       | Kanye West                               | 5:15  |
| 6.  | Stunt 101          | G-Unit                                   | 4:03  |
| 7.  | Fix Up             | Dizzee Rascal                            | 3:21  |
| 8.  | PLO Style          | Method Man & Buddha Monk Of Brooklyn Zoo | 3:17  |
| 9.  | Freestyle          | Lazer Life Of Brooklyn Zoo               | 2:07  |
| 10. | Cutting it Up      | Raekwon & Ghostface Killah               | 3:27  |
| 11. | Dirty Riders       | LOX                                      | 4:29  |
| 12. | Sunshine           | Jay-Z                                    | 2:49  |
| 13. | Wake Up            | Missy Elliot                             | 3:25  |
| 14. | Run                | Ghostface Killah & Jadakiss              | 4:35  |

## Sources
1. ↑  “Especially with remixes, we approach it a bit differently than our other music. It’s something we originally did for fun, that’s now part of what we are.” - Glide magazine